# Lóantilopformák
A lóantilopformák (Hippotraginae) az emlősök (Mammalia) osztályának párosujjú patások (Artiodactyla) rendjébe, ezen belül a tülkösszarvúak (Bovidae) családjába tartozó alcsalád.
Az alcsaládba 8 recens faj tartozik.
A lóantilopformák hímjét, nőstényét, illetve kicsinyét a bika, tehén és borjú szavakkal jelöljük.

## Rendszerezés
Az alcsaládba az alábbi 3 élő nem és 2-3 fosszilis nem tartozik:
- Addax Laurillard, 1841
- Hippotragus Sundevall, 1845
- Oryx (Blainville, 1816)
- †Palaeoryx Gaudry, 1861 - középső-késő miocén; Eurázsia; egyes rendszerező a kecskeformák (Caprinae) közé helyezi[1]
- †Saheloryx Geraads et al., 2008 - késő miocén; Csád[2]
- †Tchadotragus Geraads et al., 2008 - késő miocén; Csád

## Előfordulásuk
A lóantilopformák a forró éghajlati öv pusztaságaiban, szavannáin, félsivatagaiban és sivatagaiban élnek. A Közel-Keleten élő arab bejza kivételével mindegyik faj afrikai. Az oryxok és az addax kiválóan alkalmazkodtak a vízhiányhoz és a magas hőmérséklethez, míg a lóantilopok inkább vízhez kötöttek.

## Megjelenésük
A lóantilopformák alcsaládjának tagjai mind a nagy, robusztus felépítésű antilopok közé tartoznak. A nemek színezetüket tekintve többnyire hasonlóak – az egyetlen kivétel a fekete lóantilop, ahol az ivarérett bika fekete, a tehén viszont vörösesbarna – és minden állat szarvat visel. A bikák általában nagyobbak a teheneknél.

## Életmódjuk
A lóantilopformák mindegyike kisebb-nagyobb, hierarchikusan felépülő csordákban él, amelyet domináns bikák vezetnek. A fiatal hímek agglegénycsordákba verődnek. Általában reggel és estefelé, a nap kevésbé meleg óráiban aktívak, ekkor legelnek. Többnyire perjefélékkel táplálkoznak, bár a mostohább körülmények között élő addaxok, kardszarvú antilopok és arab bejzák minden lédús növényt elfogyasztanak.

## Szaporodásuk
A vemhesség a lóantilopok esetében kb. 8 hónapig tart, és szinte mindig egyetlen borjú születik. A kis antilop az első hetekben még nem tart a csordával, hanem – ahol van erre mód – elrejtőzik a magas fűben. Az elválasztás után a tehenek az anyjuk csordájával maradnak.

## Védettségük
A kék lóantilopot 1800 körül pusztították ki végleg az Európából érkező gyarmatosítók és telepesek. A 20. század második felében hasonló sorsra jutottak az arab bejzák és a kardszarvú antilopok, azonban a fogságban tartott állományok elég példányból állnak ahhoz, hogy e vadonban már kihalt állatokat visszatelepítsék eredeti élőhelyükre. Az addax veszélyeztetett élőhelye beszűkülése miatt, a többi fajt azonban nem fenyegeti különösebb veszély. (A fekete lóantilop egyik alfaját, a hatalmas szarvairól elnevezett óriás fekete lóantilopot (Hippotragus niger variani) 1972-2006 között kihaltnak tekintették, akkor azonban bebizonyosodott, hogy egy parányi állomány még él az angolai erdőségekben.)

## Képek

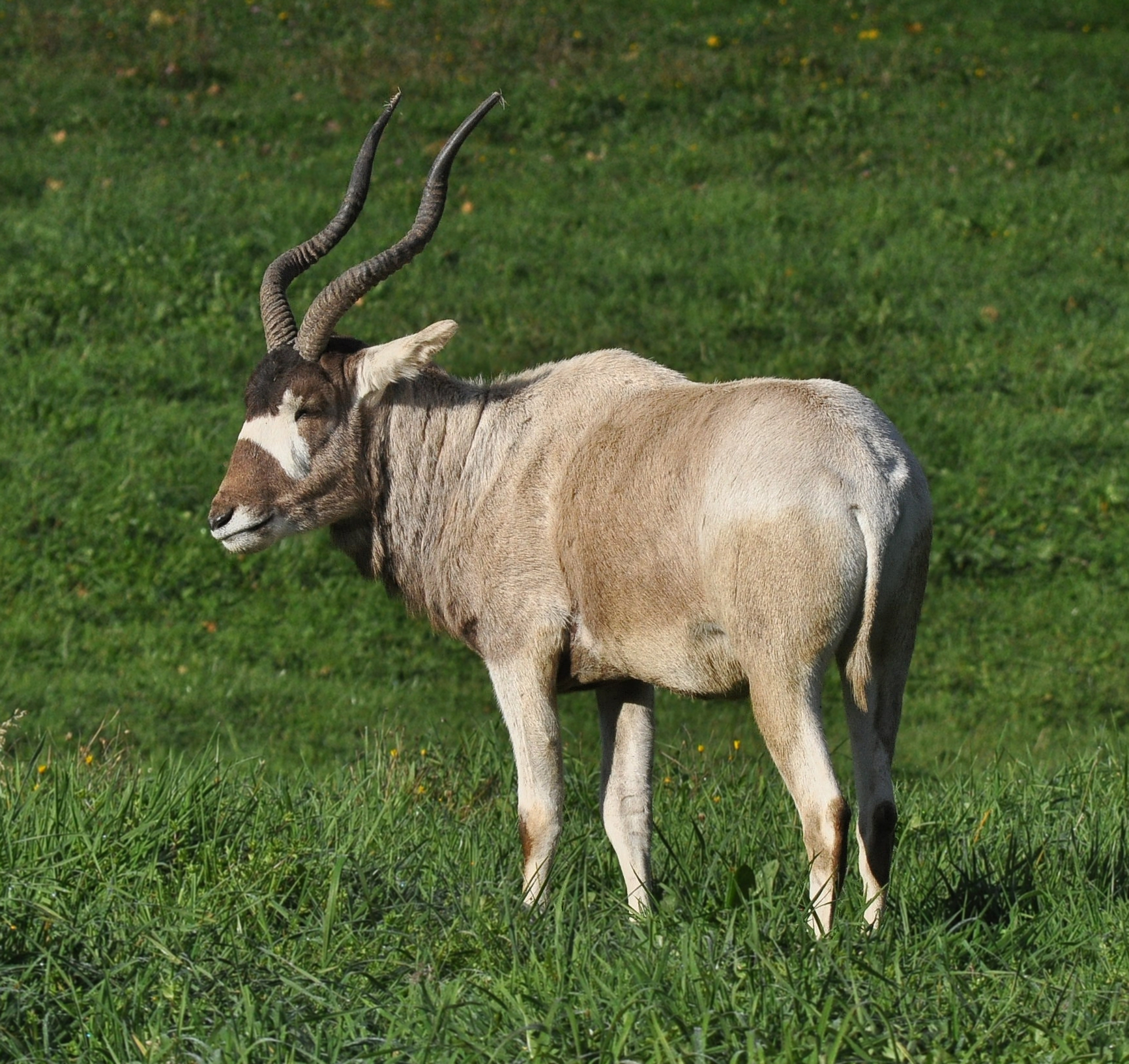
Addax nasomaculatus
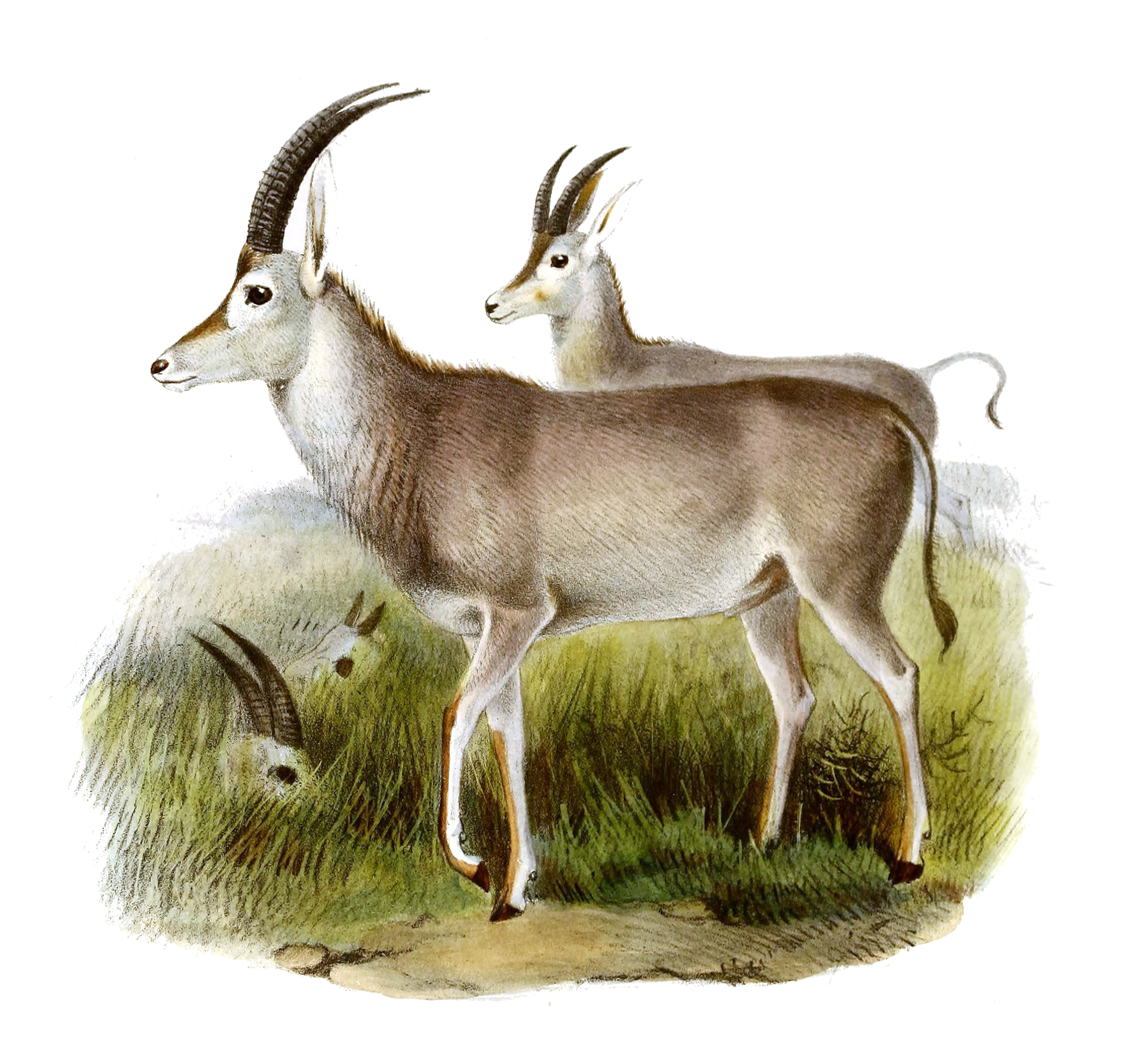
Hippotragus leucopheas
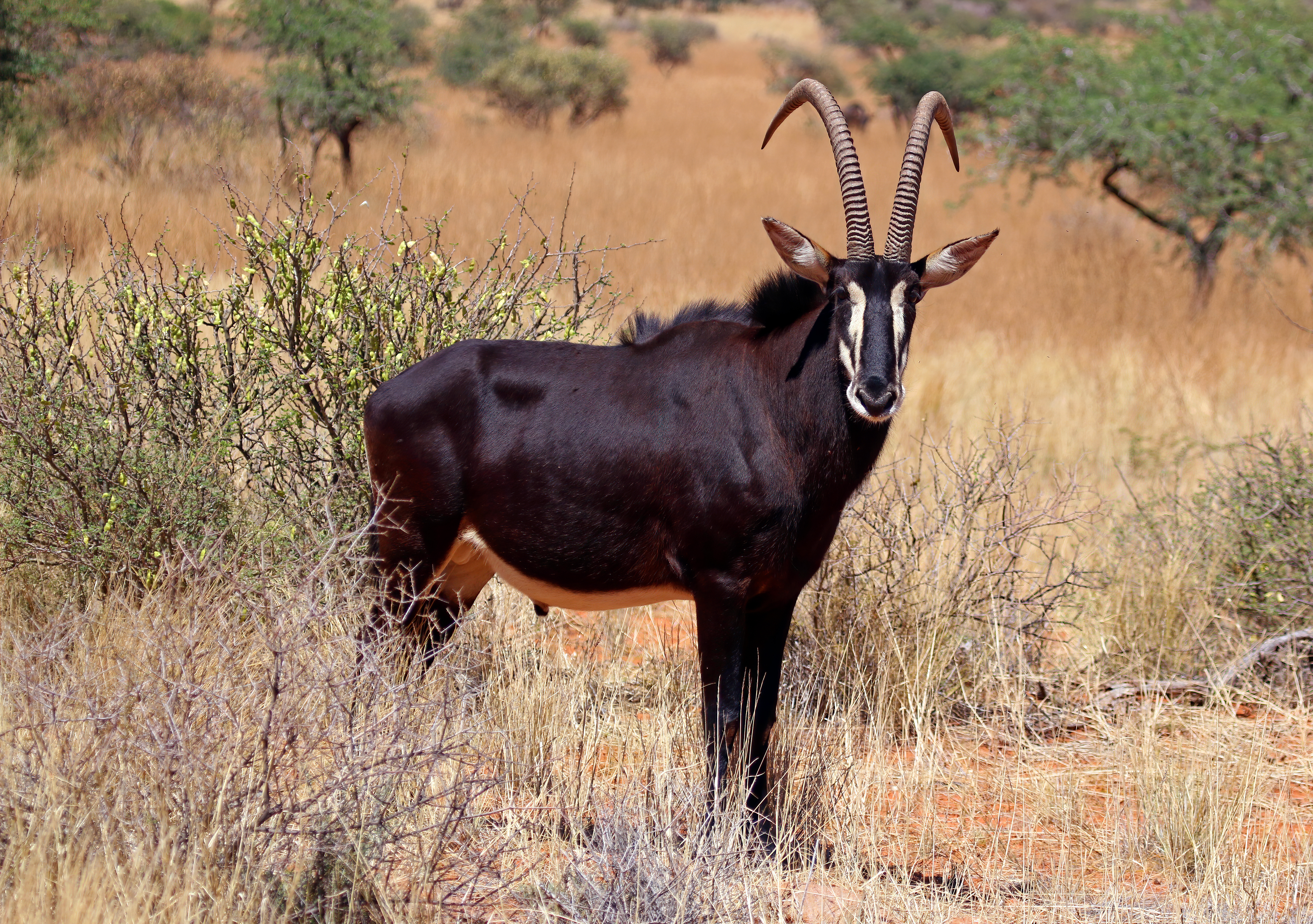
Hippotragus niger
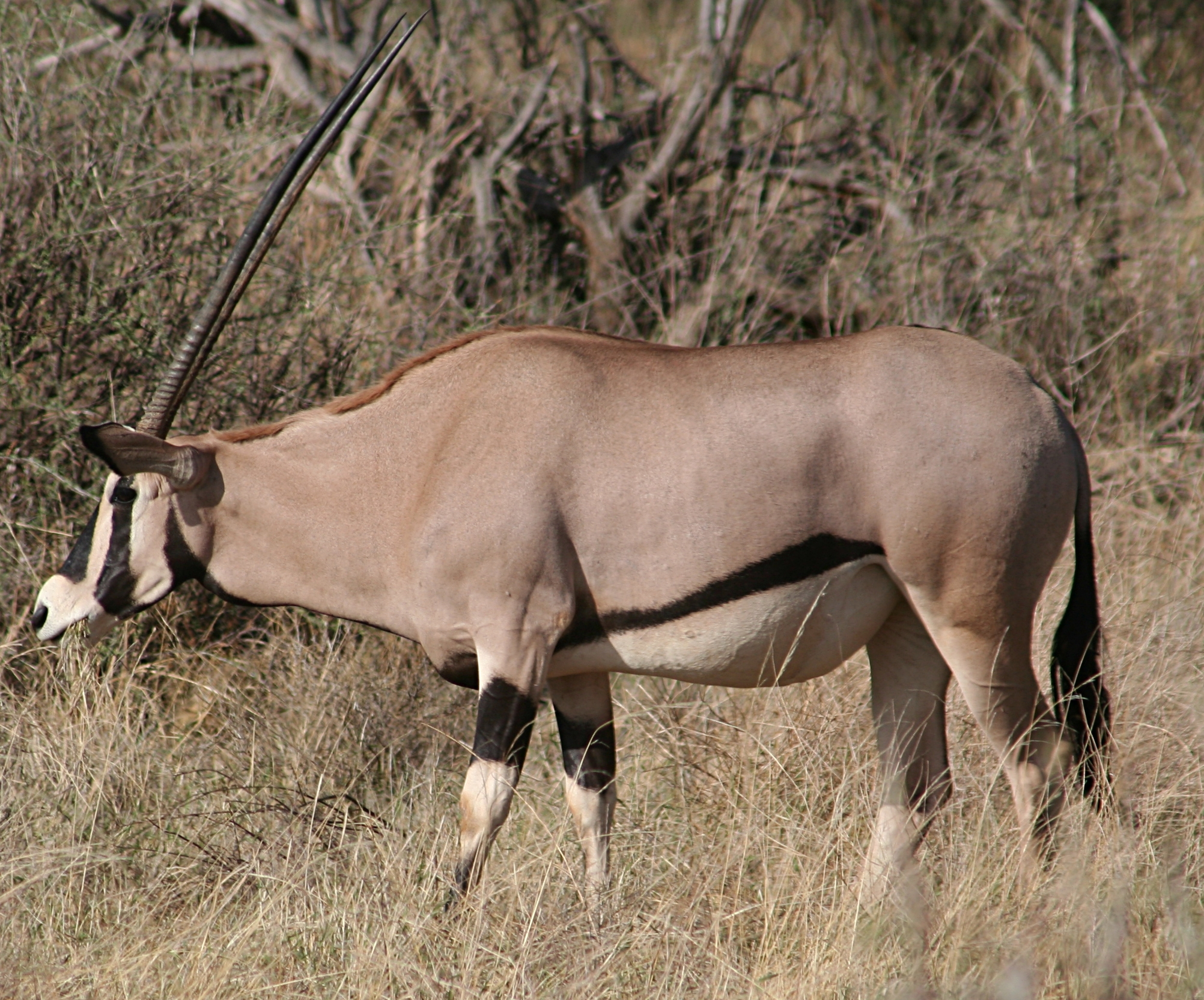
Oryx beisa
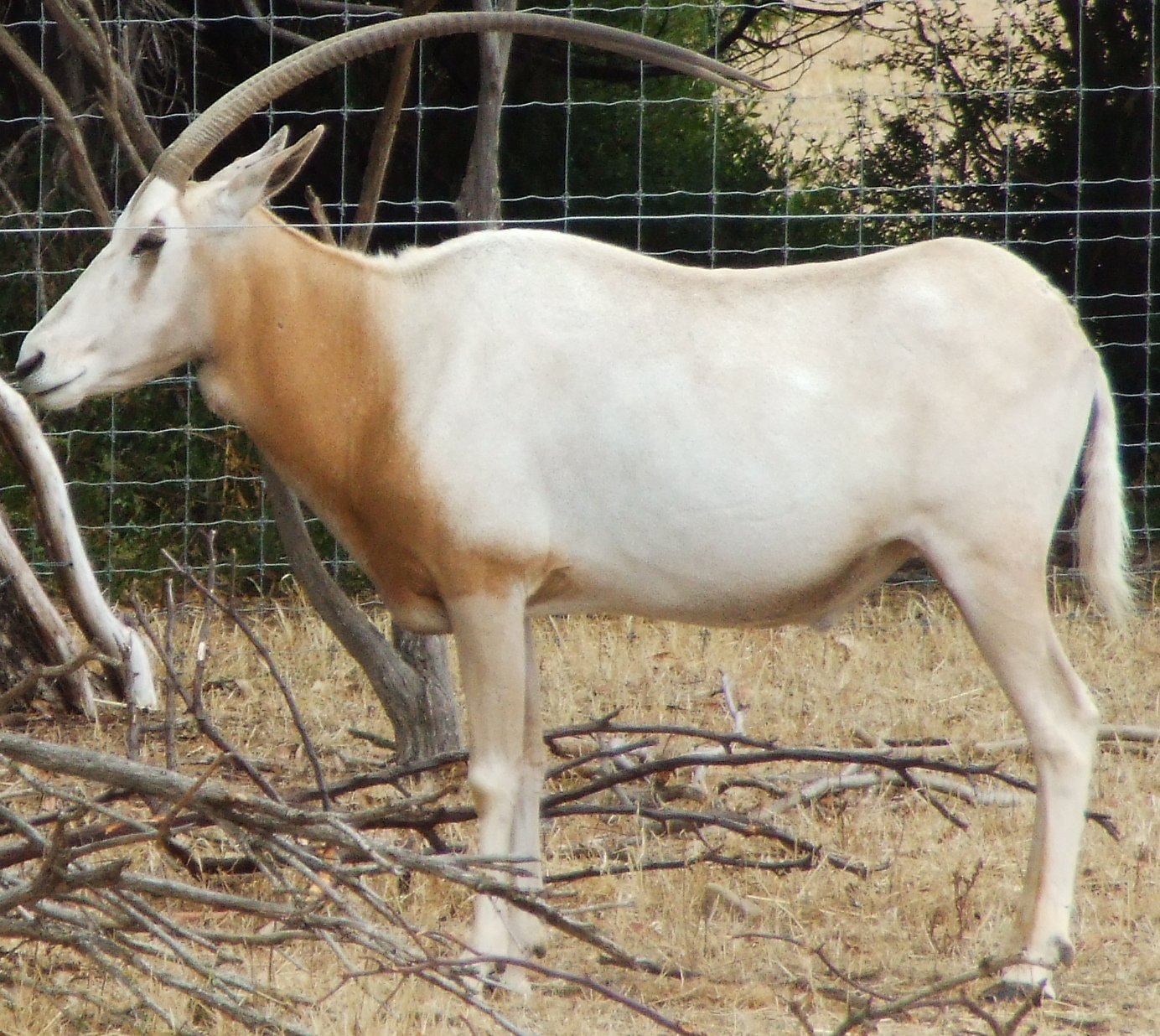
Oryx dammah
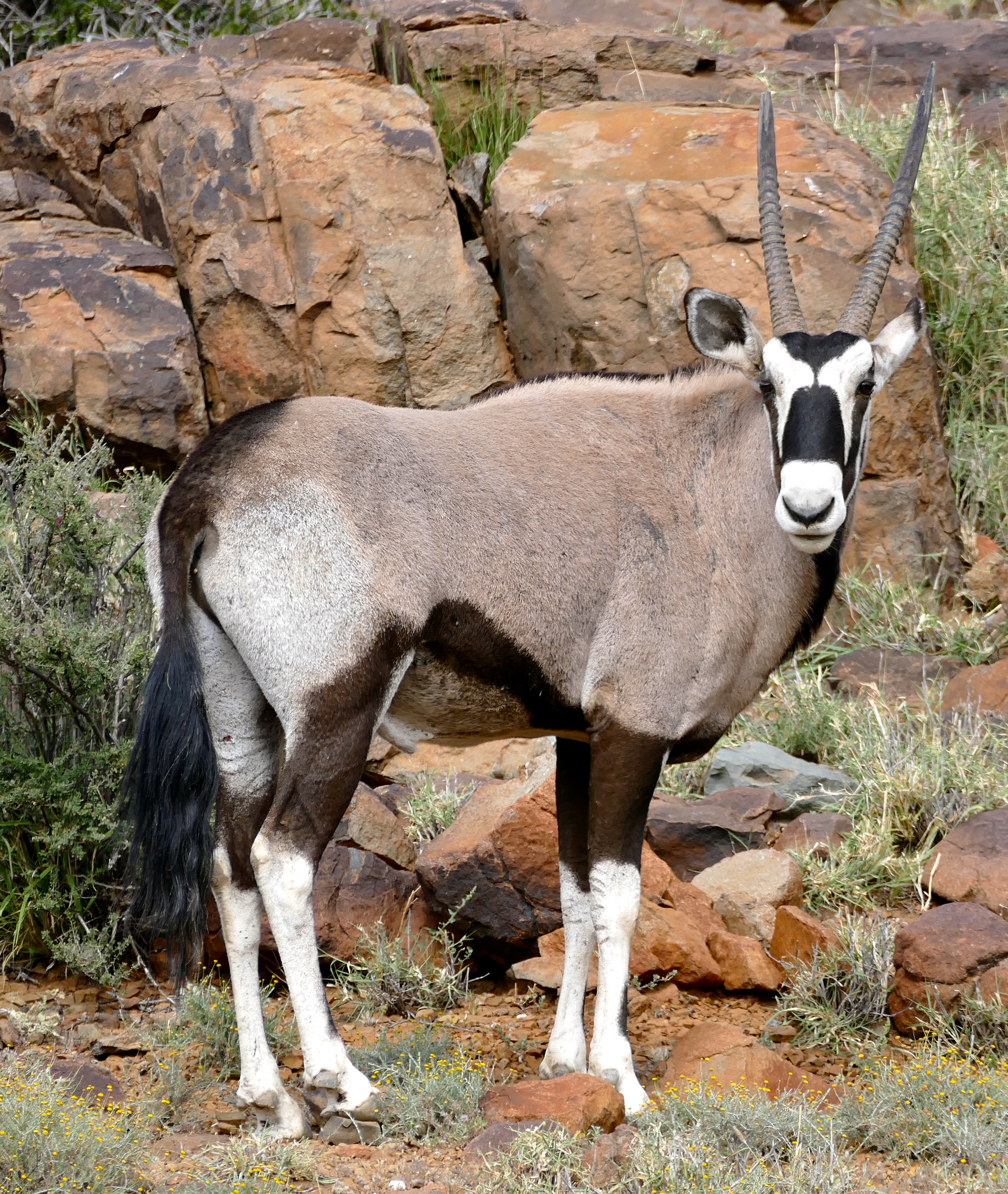
Oryx gazella
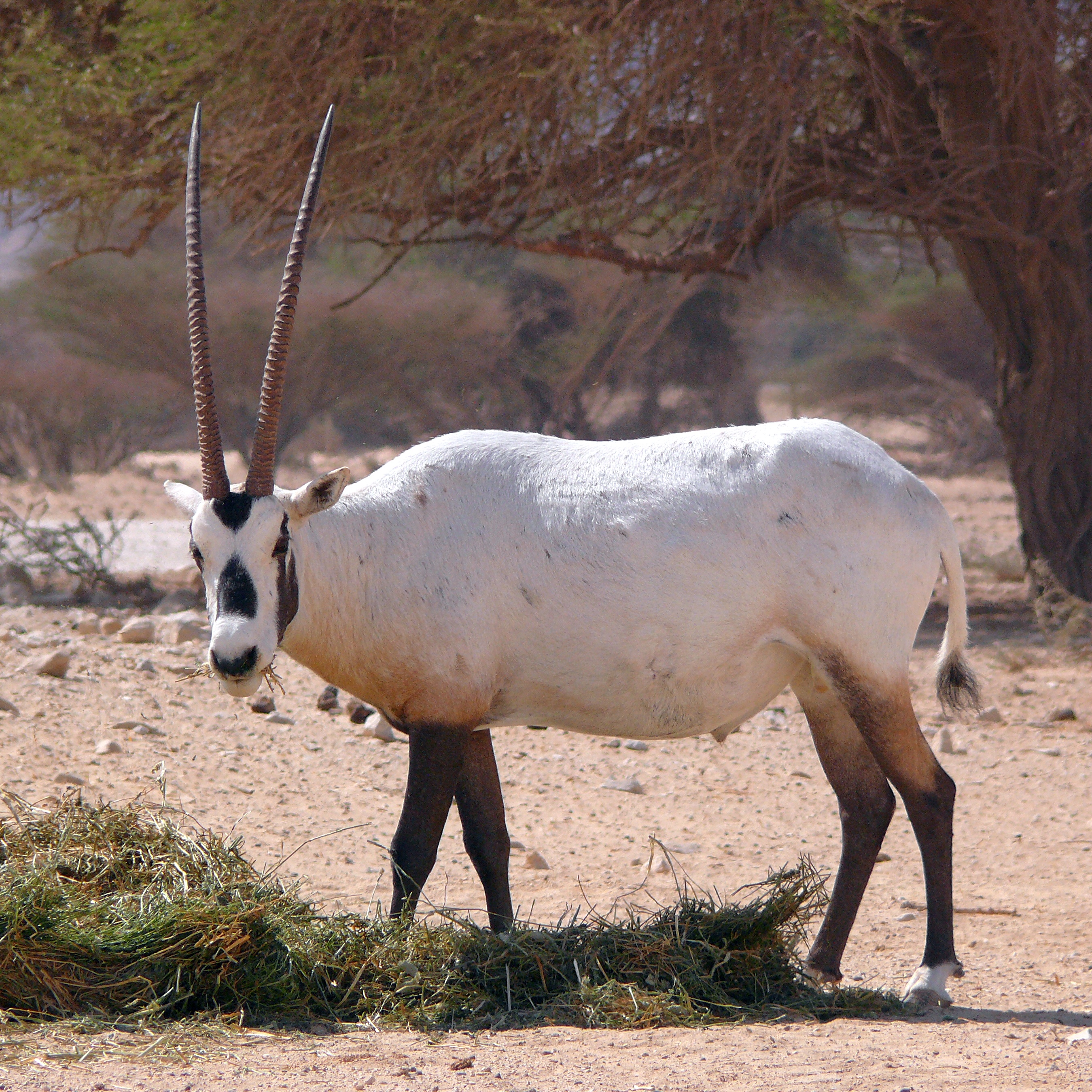
Oryx leucoryx